# Montpelier
Montpelier – miasto w północno-wschodniej części Stanów Zjednoczonych, stolica stanu Vermont.
Miasto jest najmniejszą stolicą stanową według liczby ludności.
Nazwa pochodzi od francuskiego miasta Montpellier. Wyznaczone na nową stolicę stanu w 1805, pierwsze posiedzenie parlamentu stanowego miało miejsce w 1808.

## Linki zewnętrzne

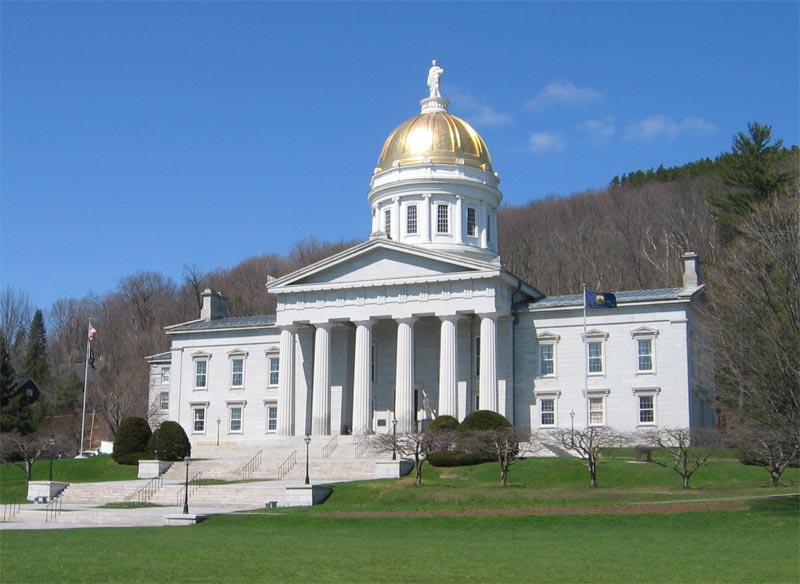
Siedziba parlamentu stanu Vermont w Montpelier